# Кропани (Потенца)
Кропани (итал. Cropani) је насеље у Италији у округу Потенца, региону Базиликата.
Према процени из 2011. у насељу је живело 190 становника. Насеље се налази на надморској висини од 677 м.